# 阿德亚曼省
阿德亚曼省（土耳其語：Adıyaman ili）是位于土耳其中南部的一个省，于1954年从马拉蒂亚省分离而成立，首府阿德亚曼。阿德亚曼省面积为7,614Km2，人口623,81人（2000年）。